# Sancerre
Sancerre là một xã trong tỉnh Cher, thuộc vùng hành chính Centre-Val de Loire của nước Pháp, có dân số là 16.421 người (thời điểm 1999). Xã cách các thành phố Bourges và Nevers khoảng 40 km.

## Nhân khẩu học
| 1962  | 1968  | 1975  | 1982  | 1990  | 1999  |
| ----- | ----- | ----- | ----- | ----- | ----- |
| 2 379 | 2 461 | 2 460 | 2 139 | 2 059 | 1 799 |

## Những người con của thành phố
- Étienne Jacques Joseph Macdonald (1765 - 1840) công tước của Tarent, thống chế của Pháp